# Mikael Kuronen
Mikael Kuronen (ur. 14 marca 1992 w Tampere) – fiński hokeista.
Jego ojciec Hannu (ur. 1964) i brat Markus (ur. 1989) także zostali hokeistami.

## Kariera
- Ilves-T U16 (2006-2007)
- Ilves U16 (2007-2008)
- Ilves U18 (2008-2010)
- Ilves U20 (2008-2012)
  -  LeKi (2010/2011, 2011/2012, 2012/2013)
  -  Suomi U20 (2010/2011)
- Ilves (2011-2013)
- KooKoo (2013-2014)
- SaiPa (2014-2017)
- Ilves (2017-2018)
- IK Oskarshamn (2018)
- VHK Vsetín (2018)
- SaiPa (2018-2020)
- GKS Katowice (2020-2021)
- Les Aigles de Nice (2021-)

Wychowanek klubu Tampereen Ilves. Karierę rozwijał w zespołach juniorskich klubu oraz występując w barwach seniorskiej drużyny w edycji SM-liiga (2011/2012) i SM-liiga (2012/2013). W 2013 przeszedł do KooKoo w lidze Mestis, a rok potem w kwietniu 2014 do SaiPa. Tam grał przez trzy sezony, po czym w kwietniu 2017 powrócił do macierzystego zespołu Ilves. W styczniu 2018 został przetransferowany do szwedzkiej drużyny IK Oskarshamn. W maju 2018 został zawodnikiem czeskiego zespołu VHK Vsetín. Pod koniec listopada 2018 ponownie został graczem SaiPa. Na początku grudnia 2020 został ogłoszony jego transfer do GKS Katowice w rozgrywkach Polskiej Hokej Ligi. W czerwcu 2021 został zawodnikiem francuskiego klubu Les Aigles de Nice.
Grał w kadrach juniorskich Finlandii do lat 16, do lat 17, do lat 18, do lat 19, do lat 20. Uczestniczył w turniejach mistrzostw Europy juniorów do lat 17 edycji 2009, mistrzostw świata juniorów do lat 20 edycji 2012.
W trakcie kariery zyskał przydomek Kurdi.

## Sukcesy
Klubowe
- Brązowy medal Jr. A SM-liiga: 2010, 2011 z Ilves U20
- Złoty medal Mestis: 2014 z KooKoo